# Abdoulaye Méïté
Abdoulaye Meïté (ur. 6 października 1980 w Paryżu) – piłkarz francuski, posiadający obywatelstwo Wybrzeża Kości Słoniowej i reprezentujący kraj z Afryki na arenie międzynarodowej,.

## Kariera klubowa
Meïté rozpoczynał karierę w podparyskim Red Star 93, skąd kupiła go Olympique Marsylia. W klubie Ligue 1 zadebiutował już w pierwszym sezonie, jednak miejsce w podstawowym składzie wywalczył w sezonie 2002/2003. Jego partnerem w klubie był również reprezentant Wybrzeża Kości Słoniowej Didier Drogba. W 2004 Meïté dotarł z klubem do finału Pucharu UEFA, w którym Olympique Marsylia uległo Valencii 0:2. W 2005 wywalczył natomiast Puchar Intertoto, a rok później wystąpił w finale Pucharu Francji. Latem 2006 został kupiony przez Bolton Wanderers. 10 sierpnia 2008 zmienił barwy klubowe i za 2 miliony funtów odszedł do beniaminka Premiership West Bromwich Albion. W nowym zespole swój debiut zaliczył 16 sierpnia, kiedy to zagrał w przegranym 1:0 ligowym meczu z Arsenalem. W 2011 powrócił do Francji, do Dijon FCO, jednak po zaledwie sezonie zadecydował o przenosinach do FC Honka, zespołu z Finlandii. Opuścił go w styczniu 2014 r. by zasilić Doncaster Rovers, występujące wówczas w Championship. Od sierpnia 2014 r. reprezentował natomiast barwy OFI 1925. W styczniu podpisał kontrakt z Ross County ze Szkocji.
| Sezon     | Klub                 | Kraj      | Rozgrywki            | Mecze | Bramki | Rozgrywki Europy                    | Mecze | Bramki |
| --------- | -------------------- | --------- | -------------------- | ----- | ------ | ----------------------------------- | ----- | ------ |
| 1998/99   | Red Star 93          | Francja   | Division 2           | 4     | 1      | –                                   | –     | –      |
| 1999/00   | Red Star 93          | Francja   | National             | 24    | 2      | –                                   | –     | –      |
| 2000/01   | Olympique Marsylia   | Francja   | Division 1           | 1     | 0      | –                                   | –     | –      |
| 2001/02   | Olympique Marsylia   | Francja   | Division 1           | 10    | 0      | –                                   | –     | –      |
| 2002/03   | Olympique Marsylia   | Francja   | Ligue 1              | 28    | 0      | –                                   | –     | –      |
| 2003/04   | Olympique Marsylia   | Francja   | Ligue 1              | 30    | 0      | Liga Mistrzów UEFA Liga Europy UEFA | 8 9   | 0 1    |
| 2004/05   | Olympique Marsylia   | Francja   | Ligue 1              | 34    | 1      | –                                   | –     | –      |
| 2005/06   | Olympique Marsylia   | Francja   | Ligue 1              | 13    | 0      | Liga Europy UEFA                    | 5     | 0      |
| 2006/07   | Bolton Wanderers     | Anglia    | Premier League       | 35    | 0      | –                                   | –     | –      |
| 2007/08   | Bolton Wanderers     | Anglia    | Premier League       | 20    | 2      | Liga Europy UEFA                    | 6     | 1      |
| 2008/09   | West Bromwich Albion | Anglia    | Premier League       | 19    | 0      | –                                   | –     | –      |
| 2009/10   | West Bromwich Albion | Anglia    | Championship         | 20    | 0      | –                                   | –     | –      |
| 2010/11   | West Bromwich Albion | Anglia    | Premier League       | 10    | 0      | –                                   | –     | –      |
| 2011/12   | Dijon FCO            | Francja   | Ligue 1              | 25    | 1      | –                                   | –     | –      |
| 2012/13   | FC Honka             | Finlandia | Veikkausliiga        | 26    | 0      | –                                   | –     | –      |
| 2013/2014 | Doncaster Rovers     | Anglia    | Championship         | 21    | 1      | Liga Europy UEFA                    | 2     | 0      |
| 2014/2015 | OFI 1925             | Grecja    | Super League         | 9     | 0      | -                                   | -     | -      |
| 2014/2015 | Ross County          | Szkocja   | Scottish Premiership |       |        |                                     |       |        |

Stan na: 16 lutego 2015 r.

## Kariera reprezentacyjna
W reprezentacji Wybrzeża Kości Słoniowej rozegrał dotychczas 20 meczów i nie zdobył bramki. Występował meczach zwycięskich dla drużyny Słoni eliminacjach do Mistrzostw Świata 2006 oraz w Pucharze Narodów Afryki 2006 w Egipcie, na którym jego drużyna wywalczyła drugie miejsce. W 2006 zaliczył również występy na Mistrzostwach Świata w Niemczech, jednak jego drużyna odpadła po fazie grupowej. Rozegrał tam wszystkie trzy mecze. W 2008 roku wystąpił w Pucharze Narodów Afryki 2008.